# Bruno Dybal
Bruno de Araújo Dybal (Guarulhos, 3 marzo 1994) è un calciatore brasiliano, centrocampista del Tanjong Pagar Utd.

## Palmarès

### Competizioni nazionali
- Campionato lituano: 1

Sūduva: 2018